# Šajkača
Šajkača je srpsko nacionalno pokrivalo za glavu. Tradicionalno su je nosili muškarci u srpskim selima, a ime je dobila po srpskim riječnim trupama poznatim kao šajkaši. Popularan je nacionalni simbol u Srbiji od početka 20. stoljeća, obično je crne, sive ili zelene boje i obično je izrađen od mekane, domaće tkanine. Počela se široko nositi među srpskim muškarcima počevši od 1880-ih i bila je ključna komponenta uniforme srpske vojske od kraja 19. stoljeća. Danas je uglavnom nose stariji muškarci u ruralnim mjestima.